# アレホ・ペレス
アレホ・ペレス(Alejo Perez, 1974年5月3日 - )は、アルゼンチン出身の指揮者。
ヨーロッパでは、ミヒャエル・ギーレンとクリストフ・フォン・ドホナーニの助手として経験を積み、ヨーロッパ各地の歌劇場、オーケストラに客演を重ねて名声を得た。2019/2020シーズンからベルギーのフランダース・オペラの音楽監督を務める。録音は2024年9月23日の時点でロッシーニの『チェネレントラ』、プロコフィエフの『炎の天使』やブリテンの『ベニスに死す』等のオペラを指揮したものが既に販売されているのを通販サイトで確認できる。